# Garsa crestada gorjanegra
La garsa crestada gorjanegra (Calocitta colliei) és una espècie d'ocell de la família dels còrvids (Corvidae) que habita boscos clars, matolls i arbusts de Mèxic occidental.